# Juan Fraile Cantón
Juan Fraile Cantón (Melilla, 16 de octubre de 1948) es un profesor y político español del PSOE. Ha sido alcalde de la ciudad malagueña de Ronda desde el 15 de  junio de 1991 al 3 de julio de 1999, y presidente de la Diputación de Málaga desde 3 de agosto de 1999 al 25 de marzo de 2003. Entre el 9 de abril del 2008 al 13 de julio del 2009 fue eurodiputado.

## Biografía
Es Licenciado en Filosofía y Ciencias de la Educación. Comienza en la política como presidente de la Diputación Provincial de Málaga, cargo que ocupa entre 1991 a 1999. Desarrolló su actividad política en Ronda, siendo desde junio de 1991 a julio de 1999 alcalde de esa ciudad. Asimismo, entre 1996 y 1999 se desempeñó como secretario del PSOE de Málaga.
En 1987 ingresó como concejal al Ayuntamiento de Ronda, y en las elecciones de 1999 fue nuevamente elegido para el cargo. En 2008 renunció a su puesto de diputado provincial para ser parlamentario europeo, cargo que ocupó hasta 2009. En 2022 renunció como consejero de la Fundación Unicaja, pero al año siguiente fue elegido para el cargo de presidente de la Fundación Unicaja Ronda.